# Nina ten Broek
Nina ten Broek est une joueuse néerlandaise de water-polo née le 4 juillet 2001 à Amersfoort, dans la province d'Utrecht. Elle a remporté avec l'équipe des Pays-Bas la médaille de bronze du tournoi féminin aux Jeux olympiques d'été de 2024, organisés à Paris.